# Georges Giraud
Georges Julien Giraud, né le 22 juillet 1889 à  Saint-Étienne et mort le 16 mars 1943 à Bonny-sur-Loire,
est un mathématicien français, 
spécialiste de théorie du potentiel, 
équations aux dérivées partielles, 
intégrales singulières (en) et 
équations intégrales. Il est surtout connu pour sa solution du problème de la dérivée oblique, et aussi pour l'extension aux équations intégrales singulières de dimension supérieure à deux de la notion de symbole d'une intégrale singulière introduite précédemment par  Solomon Mikhlin (en).

## Informations biographiques
Georges Giraud entre à l’École normale supérieure en 1909, il obtient l’agrégation de sciences mathématiques en 1911. Il commence une carrière d’enseignant en 1914 au lycée de Caen. En 1915 il obtient un doctorat en sciences et est nommé professeur à la faculté des sciences de l(université de Clermont-Ferrand. Il y enseigne jusqu’en 1931. Sa santé fragile le contraint à une retraite prématurée, mais il continue des travaux de recherche jusqu’à sa mort.
Giraud a travaillé surtout dans le domaine des équations aux dérivées partielles, et notamment sur les équations elliptiques aux dérivées partielles de second ordre, une classe d’équations de première importance en physique mathématique, en sciences de l’ingénieur et en géométrie, car leurs solutions décrivent une variété de phénomènes hétérogènes stationnaires comme la température ou les champs électriques  dans certains espaces.
Il est considéré comme l’un des fondateurs et l’un des principaux contributeurs de la théorie des équations singulières multidimensionnelles et des opérateurs intégraux.

## Honneurs et distinctions
Comme Élie Cartan l'écrit dans la notice nécrologique : « Georges Giraud a été plusieurs fois lauréat de notre Académie ». L'œuvre scientifique de Georges Giraud était largement reconnue et il a obtenu de nombreux prix, principalement de l'Académie des sciences.
- 1919 Prix Francœur « pour ses travaux sur les fonctions automorphes »[4].
- 1923 Prix Gustave Roux également « pour ses travaux sur les fonctions automorphes »[5],[6].
- 1924 Prix de la Fondation Hirn « pour l'ensemble de ses travaux »[7],[8].
- 1935  Prix de la Fondation Hirn (une deuxième fois) « pour ses travaux sur les singularités dans les problèmes aux limites de la théorie des équations aux dérivées partielles »[9],[10].
- 1928 Grand Prix des sciences Mathématiques « pour ses travaux sur les équations aux dérivées partielles »[11],[12].
- 1930 Prix Houllevigue « pour ses travaux sur les équations aux dérivées partielles »[13],[14].
- 1933 Prix Saintour « pour ses travaux sur les équations aux dérivées partielles et les équations intégrales »[15],[16].
- 1935 Prix des Annali della Scuola Normale Superiore di Pisa qui lui est attribué avec Guido Ascoli et Pietro Buzano<[17],[18].

Georges Giraud donne le Cours Peccot en 1918-1919 avec pour titre Sur les fonctions automorphes d’un nombre quelconque de variables
Membre correspondant de l’Académie des Sciences depuis décembre 1936,. Membre de la Société mathématique de France depuis 1913.

## Publications (sélection)

### Articles
- Georges Giraud, « Sur une classe de groupes discontinus de transformations birationnelles quadratiques et sur les fonctions de trois variables indépendantes restant invariables par ces transformations », Annales scientifiques de l’École normale supérieure, Série 3, vol. 32,‎ 1915, p. 237–403 (JFM 45.1410.03, lire en ligne).
- Georges Giraud, « Équations à intégrales principales; étude suivie d'une application », Annales scientifiques de l'École normale supérieure, Série 3, vol. 51,‎ 1934, p. 251–372 (MR 1509344, zbMATH 0011.21604, lire en ligne)
- Georges Giraud, « Sur une classe générale d'équations à intégrales principales », Comptes rendus hebdomadaires des séances de l'Académie des sciences, Paris, vol. 202,‎ 29 juin 1936, p. 2124–2127 (zbMATH 0014.30903, JFM 62.0498.01, lire en ligne)

### Livres
- Georges Giraud, Sur une classe de groupes discontinus de transformations birationnelles quadratiques et sur les fonctions de trois variables indépendantes restant invariables par ces transformations Thèse, Paris, Gauthier-Villars, 22 janvier 1916, viii+167 (zbMATH 46.0621.02, lire en ligne).
- Georges Giraud, Leçons sur les fonctions automorphes. Fonctions automorphes de n variables, fonctions de Poincaré, Paris, Gauthier-Villars, coll. « Collection de monographies sur la théorie des fonctions », 1920, 123 p. (zbMATH 47.0366.01, lire en ligne)
- Georges Bouligand, Georges Giraud et P. Delens, Le problème de la dérivée oblique en théorie du potentiel, Paris, Hermann, coll. « Actualités Scientifiques et Industrielles » (no 219 (6)), 1935, 78 p. (zbMATH 61.1263.01)  — Compte-rendu dans :  Francis Dominic Murnaghan, « Review: G. Bouligand, G. Giraud and P. Delens, Le Problème de la Dérivée Oblique en Théorie du Potentiel », Bulletin of the American Mathematical Society, vol. 42, no 11,‎ 1936, p. 794 (DOI 10.1090/S0002-9904-1936-06438-4, lire en ligne).
- (it) Guido Ascoli, Pietro Burgatti et Georges Giraud, Equazioni alle derivate parziali dei tipi ellittico e parabolico, Florence, Sansoni Editore, 1936, iv + 186 (JFM 62.0547.04, lire en ligne).

## Articles liés
- Valeur principale de Cauchy
- Théorie du potentiel